# Vaejovis talpa
Espèce
Vaejovis talpa est une espèce de scorpions de la famille des Vaejovidae.

## Distribution
Cette espèce est endémique du Jalisco au Mexique. Elle se rencontre vers Talpa de Allende dans la Sierra del Cuale.

## Description
Le mâle holotype mesure 20,8 mm et la femelle paratype 21,9 mm, les mâles mesurent de 17,7 à 20,8 mm .

## Étymologie
Son nom d'espèce lui a été donné en référence au lieu de sa découverte, Talpa de Allende.

## Publication originale
- Contreras-Félix & Francke, 2019 : « Taxonomic revision of the mexicanus group of the genus Vaejovis C. L. Koch, 1836 (Scorpiones: Vaejovidae). » Zootaxa, no 4596(1), p. 1–100.